# Qualifications du tournoi féminin de handball aux Jeux olympiques d'été de 2008
Pour un article plus général, voir Tournoi féminin de handball aux Jeux olympiques d'été de 2008.
Les qualifications pour le tournoi féminin de handball des Jeux olympiques d'été de 2008 se tiennent entre décembre 2006 et mars 2008.

## Équipes nationales qualifiées
| Compétition                                  | Date                  | Lieu       | Place(s)  | Qualifiés            |
| -------------------------------------------- | --------------------- | ---------- | --------- | -------------------- |
| Pays organisateur                            | -                     | -          | 1         | Chine                |
| Championnat d'Europe 2006                    | 7 au 17 décembre 2006 | Suède      | 1         | Norvège              |
| Jeux panaméricains 2007                      | 14 au 29 juillet 2007 | Brésil     | 1         | Brésil               |
| Tournoi asiatique de qualification olympique | 25 au 29 août 2007    | Kazakhstan | 1         | Kazakhstan           |
| Championnat du monde 2007                    | 2 au 16 décembre 2007 | France     | 1         | Russie               |
| Championnat d'Afrique des nations 2008       | 8 au 17 janvier 2008  | Angola     | 1         | Angola               |
| Tournoi de qualification olympique 1         | 28 au 30 mars 2008    | Allemagne  | 2         | Allemagne, Suède     |
| Tournoi de qualification olympique 2         | 28 au 30 mars 2008    | Roumanie   | 2         | Roumanie, Hongrie    |
| Tournoi de qualification olympique 3         | 28 au 30 mars 2008    | France     | 2         | France, Corée du Sud |
| Total                                        | Total                 | Total      | 12 places | 12 places            |

## Modalités de qualification
Douze équipes participent aux Jeux olympiques :
- le pays hôte (1),
- le Champion du monde en titre (1),
- les vainqueurs des championnat ou tournoi continentaux en Europe, Asie, Afrique et Amériques (4),
- les équipes qualifiées via les tournois de qualification olympique (6).

Pour la première fois, 3 tournois mondiaux de qualification olympique (TQO) permettent de qualifier les 6 dernières équipes. Les 12 places pour ces TQO sont déterminées dans l'ordre suivant :
- le classement final au championnat du monde 2007 pour 6 places ;
- le classement final aux championnats continentaux pour 6 places : 2 places pour l'Europe et l'Asie (les deux meilleurs continents du championnat du monde 2007, 1 place pour l'Afrique et les Amériques.

Remarques : 
- Une qualification pour les JO ou pour un des TQO gagnée au Championnat du monde est prioritaire sur une qualification pour les JO ou pour un des TQO à un des championnats continentaux.
- Si une équipe est doublement qualifiée aux JO ou aux TQO, la qualification gagnée au championnat continental est donnée à l'équipe suivante et ainsi de suite jusqu'à ce que toutes les qualifications du championnat continental aient été distribuées.
- Si une équipe gagne une qualification pour les JO et une qualification pour un des TQO, la qualification pour les JO est prioritaire et l'autre qualification est donnée à l'équipe suivante dans la compétition concernée et ainsi de suite jusqu'à ce que toutes les qualifications du championnat concerné aient été distribuées.

## Légende
- Équipe directement qualifiée pour les Jeux olympiques via cette compétition.
- Équipe directement qualifiée via une autre compétition.
- Équipe qualifiée pour les tournois de qualifications olympiques.
- Équipe qualifiée pour les tournois de qualifications olympiques via une autre compétition.

## Qualifications continentales

### Championnat d'Europe 2006
Le vainqueur du Championnat d'Europe 2006 , disputé du 7 au 17 décembre 2006, est directement qualifié pour les Jeux olympiques de 2008 tandis que les équipes classées aux 2e et 3e places obtiennent le droit de participer aux tournois de qualification olympique.
| Rang                       | Équipe    | TQO |
| -------------------------- | --------- | --- |
| Médaille d'or, Europe      | Norvège   | -   |
| Médaille d'argent, Europe  | Russie    | CM  |
| Médaille de bronze, Europe | France    | QM  |
| 4e                         | Allemagne | QM  |
| 5e                         | Hongrie   | QM  |
| 6e                         | Suède     | QC1 |
| 7e                         | Croatie   | QM  |
| 8e                         | Pologne   | QC5 |
| 9e à 16e : Non qualifiées  |           |     |

La Norvège, vainqueur de la compétition, obtient sa qualification directe pour les Jeux olympiques de 2008.
Lors du Championnat du monde 2007, la Russie obtient sa qualification directe pour les JO et la France, l'Allemagne, la Hongrie et la Croatie leurs qualifications pour un TQO. Par conséquent, les deux places pour les tournois de qualification olympique de ce championnat d'Europe sont attribués à la Suède, 6e, et la Pologne, 8e.

### Jeux panaméricains 2007
Le vainqueur des Jeux panaméricains de 2007 (en), disputés du 14 au 29 juillet, est directement qualifié pour les Jeux olympiques de 2008 tandis que l'équipe classée à la 2e place obtient le droit de participer aux tournois de qualification olympique.
| Rang                        | Équipe | TQO |
| --------------------------- | ------ | --- |
| Médaille d'or, Amérique     | Brésil | -   |
| Médaille d'argent, Amérique | Cuba   | QC6 |
| 3e à 8e : Non qualifiées    |        |     |

Le Brésil obtient sa qualification directe pour les Jeux olympiques de 2008 tandis que Cuba participe à un tournoi de qualification olympique.

### Tournoi asiatique de qualification olympique
Le vainqueur du tournoi de qualification zone Asie, disputé du 25 au 29 août 2007, est directement qualifié pour les Jeux olympiques tandis que les équipes classées à la 2e et 3e place obtiennent le droit de participer aux tournois de qualification olympique.
Un premier tournoi de qualification de la zone Asie a été disputé au Kazakhstan du 25 au 29 août 2007. Le résultat de ce tournoi était :
|   | Équipe       | Pts | J | G | N | P | Bp  | Bc  | Diff | Dép |
| - | ------------ | --- | - | - | - | - | --- | --- | ---- | --- |
| 1 | Kazakhstan   | 4   | 3 | 2 | 0 | 1 | 103 | 68  | 35   | +5  |
| 2 | Corée du Sud | 4   | 3 | 2 | 0 | 1 | 106 | 78  | 28   | 0   |
| 3 | Japon        | 4   | 3 | 2 | 0 | 1 | 101 | 67  | 34   | -5  |
| 4 | Qatar        | 0   | 3 | 0 | 0 | 3 | 41  | 138 | -97  | /   |

En décembre 2007, en raison de nombreuses polémiques sur l'arbitrage, les tournois féminin et masculin sont déclarés nuls par l'IHF et donc à rejouer en janvier 2008. Toutes les équipes hormis la Corée du Sud et le Japon ont refusé de participer à ce second tournoi qui s’est donc résumé à un seul match, remporté 34 à 21 par les Sud-coréennes le 29 janvier à Tokyo. La Corée du Sud est ainsi directement qualifiée tandis que le Japon et le Kazakhstan doit passer par un tournoi de qualification olympique.
Finalement, le 20 mars 2008, soit une semaine seulement avant les TQO, le Tribunal arbitral du sport a confirmé l'annulation du premier tournoi chez les hommes mais a entériné le résultat du premier tournoi chez les femmes. 
Le bilan du tournoi asiatique est alors le suivant :
| Rang | Équipe       | TQO |
| ---- | ------------ | --- |
| 1er  | Kazakhstan   | -   |
| 2e   | Corée du Sud | QM4 |
| 3e   | Japon        | QC2 |
| 4e   | Qatar        | QC6 |

Le Kazakhstan obtient sa qualification directe pour les Jeux olympiques de 2008. La Corée du Sud étant déjà qualifié pour un TQO grâce à sa 6e place au Championnat du monde, le Japon et le Qatar obtiennent les deux places pour les tournois de qualification olympique. Le Qatar a toutefois renoncé à sa place qui sera récupérée par le Congo.

### Championnat d'Afrique des nations 2008
Le vainqueur du Championnat d'Afrique des nations 2008, disputé du 8 au 17 janvier 2008, est directement qualifié pour les Jeux olympiques de 2008 tandis que l'équipe classée à la 2e place obtient le droit de participer à des tournois de qualifications olympiques.
| Rang                        | Équipe        | TQO         |
| --------------------------- | ------------- | ----------- |
| Médaille d'or, Afrique      | Angola        | -           |
| Médaille d'argent, Afrique  | Côte d'Ivoire | QC3         |
| Médaille de bronze, Afrique | Congo         | NQ puis QC6 |
| 3e à 12e : non qualifiées   |               |             |

L'Angola est directement qualifiée et la Côte d'Ivoire participe à un tournoi de qualification olympique. Après le désistement du Qatar (QC6), le Congo récupère une place pour un TQO.

## Championnat du monde 2007
Le vainqueur du Championnats du monde 2007, disputé du au 16 décembre 2007, est directement qualifié pour les Jeux olympiques de 2008 tandis que les équipes classées de la 2e à la 7e place obtiennent le droit de participer aux tournois de qualification olympique.
| Rang                       | Équipe       | TQO  |
| -------------------------- | ------------ | ---- |
| Médaille d'or, monde       | Russie       | -    |
| Médaille d'argent, monde   | Norvège      | Euro |
| Médaille de bronze, monde  | Allemagne    | QM1  |
| 4e                         | Roumanie     | QM2  |
| 5e                         | France       | QM3  |
| 6e                         | Corée du Sud | QM4  |
| 7e                         | Angola       | Af   |
| 8e                         | Hongrie      | QM5  |
| 9e                         | Croatie      | QM6  |
| 10e à 24e : Non qualifiées |              |      |

La Russie, championne du monde, est directement qualifiée pour les Jeux olympiques de 2008. La Norvège (2e) et l'Angola (7e) étant qualifiées grâce à leurs victoires respectivement lors du Championnat d'Europe 2006 et du Championnat d'Afrique des nations 2008, les 6 places pour les tournois de qualification olympique sont attribuées à l'Allemagne (3e), la Roumanie (4e), la France (5e), la Corée du Sud (6e), la Hongrie (8e) et la Croatie (9e).
De plus, du fait de la victoire de la Russie et de la 6e place de la Corée du Sud, l'Europe et l'Asie sont les deux premiers continents et obtiennent deux places aux tournois de qualifications olympiques via les qualifications continentales. En revanche, l'Afrique (8e place de l'Angola) et l'Asie (13e place du Brésil) sont donc classés comme respectivement le troisième et le quatrième continent et n'obtiennent qu'une place aux TQO :
| Rang | Continent | Compétition de qualification                 | TQO       |
| ---- | --------- | -------------------------------------------- | --------- |
| 1    | Europe    | Championnat d'Europe 2006                    | QC1 + QC5 |
| 2    | Asie      | Jeux panaméricains 2007                      | QC2 + QC6 |
| 3    | Afrique   | Championnat d'Afrique des nations 2008       | QC3       |
| 4    | Amériques | Tournoi asiatique de qualification olympique | QC4       |

## Tournois mondiaux de qualification olympique
Sont qualifiées pour les tournois mondiaux de qualification olympique :
- six équipes en fonction de leur classement au championnat du monde 2007 (QM1 à QM6)
- six équipes issues des qualifications continentales (QC1 à QC6).

Ces équipes sont réparties comme suit :
| Tournoi mondial 1                                            | Tournoi mondial 2                                              | Tournoi mondial 3                                                                 |
| ------------------------------------------------------------ | -------------------------------------------------------------- | --------------------------------------------------------------------------------- |
| - QM1 : Allemagne - QM6 : Croatie - QC1 : Suède - QC6 : Cuba | - QM2 : Roumanie - QM5 : Hongrie - QC2 : Japon - QC5 : Pologne | - QM3 : France - QM4 : Corée du Sud - QC3 : Côte d'Ivoire - QC6 : Qatar → Congo * |

*Le Qatar, quatrième du tournoi asiatique, a renoncé à sa place qui est récupérée par le Congo. De plus, l'IHF ayant décidé de ne pas mettre les 2 pays asiatiques dans le même tournoi, la Hongrie est replacée dans le tournoi 2 et la Côte d'Ivoire et la Corée du Sud se retrouvent dans le tournoi 3.
Les trois tournois sont disputés sur trois jours, du 28 au 30 mars 2008. Les deux premiers de chaque tournoi sont qualifiés pour les Jeux olympiques.

### Tournoi mondial 1
Le premier tournoi mondial est disputé à Leipzig en Allemagne :
|   | Équipe    | Pts | J | G | N | P | Bp | Bc | Diff |
| - | --------- | --- | - | - | - | - | -- | -- | ---- |
| 1 | Allemagne | 6   | 3 | 3 | 0 | 0 | 86 | 63 | 23   |
| 2 | Suède     | 4   | 3 | 2 | 0 | 1 | 81 | 69 | 12   |
| 3 | Croatie   | 2   | 3 | 1 | 0 | 2 | 69 | 71 | -2   |
| 4 | Cuba      | 0   | 3 | 0 | 0 | 3 | 66 | 99 | -33  |

| Date                | Équipe 1  | Score   | Équipe 2  |
| ------------------- | --------- | ------- | --------- |
| 28 mars 2019, 17h30 | Croatie   | 31 – 25 | Cuba      |
| 28 mars 2019, 19h30 | Allemagne | 27 – 26 | Suède     |
| 29 mars 2019, 13h30 | Suède     | 31 – 20 | Cuba      |
| 29 mars 2019, 15h40 | Allemagne | 22 – 16 | Croatie   |
| 30 mars 2019, 13h00 | Suède     | 24 – 22 | Croatie   |
| 30 mars 2019, 15h10 | Cuba      | 21 – 37 | Allemagne |

### Tournoi mondial 2
Le deuxième tournoi mondial est disputé à Bucarest en Roumanie :
|   | Équipe   | Pts | J | G | N | P | Bp  | Bc  | Diff |
| - | -------- | --- | - | - | - | - | --- | --- | ---- |
| 1 | Roumanie | 6   | 3 | 3 | 0 | 0 | 102 | 76  | 26   |
| 2 | Hongrie  | 4   | 3 | 2 | 0 | 1 | 107 | 90  | 17   |
| 3 | Japon    | 2   | 3 | 1 | 0 | 2 | 79  | 110 | -31  |
| 4 | Pologne  | 0   | 3 | 0 | 0 | 3 | 83  | 95  | -12  |

| Date                | Équipe 1 | Score   | Équipe 2 |
| ------------------- | -------- | ------- | -------- |
| 28 mars 2019, 15h00 | Hongrie  | 39 – 30 | Pologne  |
| 28 mars 2019, 17h00 | Roumanie | 44 – 21 | Japon    |
| 29 mars 2019, 15h00 | Japon    | 29 – 27 | Pologne  |
| 29 mars 2019, 17h00 | Roumanie | 31 – 29 | Hongrie  |
| 30 mars 2019, 15h00 | Japon    | 29 – 39 | Hongrie  |
| 30 mars 2019, 17h00 | Pologne  | 26 – 27 | Roumanie |

### Tournoi mondial 3
Le troisième tournoi mondial est disputé à Nîmes en France :
|   | Équipe        | Pts | J | G | N | P | Bp  | Bc | Diff |
| - | ------------- | --- | - | - | - | - | --- | -- | ---- |
| 1 | France        | 5   | 3 | 2 | 1 | 0 | 95  | 54 | 41   |
| 2 | Corée du Sud  | 5   | 3 | 2 | 1 | 0 | 100 | 69 | 31   |
| 3 | Congo         | 2   | 3 | 1 | 0 | 2 | 69  | 99 | -30  |
| 4 | Côte d'Ivoire | 0   | 3 | 0 | 0 | 3 | 57  | 99 | -42  |

| Date                | Équipe 1      | Score   | Équipe 2      |
| ------------------- | ------------- | ------- | ------------- |
| 28 mars 2019, 17h00 | Corée du Sud  | 37 – 23 | Congo         |
| 28 mars 2019, 19h00 | France        | 34 – 10 | Côte d'Ivoire |
| 29 mars 2019, 16h00 | Côte d'Ivoire | 26 – 27 | Congo         |
| 29 mars 2019, 18h00 | France        | 25 – 25 | Corée du Sud  |
| 30 mars 2019, 15h00 | Côte d'Ivoire | 21 – 38 | Corée du Sud  |
| 30 mars 2019, 17h00 | Congo         | 19 – 36 | France        |

Les résultats détaillés sont :
- Vendredi 28 mars 2019, 17h00,  Corée du Sud bat  Congo 37 à 23 (21-9)
  - Corée du Sud : Woo Sun-hee et An Jung-hwa (5 buts)...
  - Congo : Gisèle Donguet (7)...
- Vendredi 28 mars 2019, 19h00,  France bat  Côte d'Ivoire 34 à 10 (16-7)
  - France : Nicolas (30 minutes, 4/11 arrêts dont 1/3 pen.), Leynaud (30 minutes, 12/15 arrêts dont 3/3 pen.) ; Kanto (3/6), Ayglon (3/4), Pecqueux-Rolland (4/4), Herbrecht (3/5), Cano (1/2), Wendling (2/3), Borg (2/3), Fiossonangaye (5/5), Dembélé (5/7), Vanparys (3/6), Tervel (1/2), Tounkara (2/5).
  - Côte d'Ivoire : da Sylva (19 minutes, 5/18 arrêts), Kanga (41 minutes, 3/24) ; Guédé, Gbogboua, Dongo (1/1), Mambo (4/10 dont 2/4 pen), Kregbo (0/1) , Traoré (0/1), Dosso (4/9), Gondo (0/1 pen), Abogny (0/3), Toualy (0/3 dont 0/1 pen), Kouyo (1/8), Zanzan.
- Samedi 29 mars 2019, 16h00,  Congo bat  Côte d'Ivoire 27 à 26 (12-13)
  - Congo : Jocelyne Mavoungou (6/6)...
  - Côte d'Ivoire : Paula Gondo (7/9)...
- Samedi 29 mars 2019, 18h00,  France et  Corée du Sud 25-25 (13-14)
  - France : Nicolas (30 minutes, 6/20 arrêts dont 1/4 pen), Leynaud (30 minutes, 7/18 arrêts dont 2/3 pen.) ; Kanto (1/4), Ayglon (0/3), Pecqueux-Rolland (2/3), Herbrecht (7/10 dont 2/3 pen), Cano (3/5), Wendling (2/2), Borg (1/2), Fiossonangaye (1/4 dont 0/2 pen), Dembélé (1/4), Vanparys (3/8), Tervel (1/2), Tounkara (3/5).
  - Corée du Sud : Oh Yong-ran (45 minutes, 7/26 arrêts), Lee Min-hee (15 minutes, 4/10 arrêts dont 1/3 pen) ; Woo Sun-hee (5/9), Kim On-a, Huh Soon-young (2/2), An Jung-hwa (1/1), Kim Nam-sun (2/4), Kim Cha-youn, Oh Seong-ok (3/5, 4 passes décisives), Hong Jeong-ho, Park Chung-hee, Myoung Bok-hee (5/10 dont 0/1 pen), Choi Im-jeong (5/8 dont 4/6 pen), Moon Pil-hee (2/4).
- Dimanche 30 mars 2019, 15h00,  Corée du Sud bat  Côte d'Ivoire 38 à 21 (15-9)
  - Corée du Sud : Woo Sun-hee (10)...
  - Côte d'Ivoire : Élodie Mambo (8)...
- Dimanche 30 mars 2019, 17h00,  France bat Congo  36 à 19 (19-9)
  - France : Leynaud (54 minutes, 15/30 arrêts dont 2/5 pen), Nicolas (6 minutes, 1/5 arrêt) ; Kanto (2/2), Ayglon (5/8), Pecqueux-Rolland (3/3), Herbrecht (2/3), Wendling (1/1), Borg, Fiossonangaye (2/4), Dembélé (3/4), Vanparys (3/5), Tervel (6/6), Tounkara (4/5), Lacrabère (5/6).
  - Congo : Yende (44 minutes, 2/29 arrêts), Okanatha (16 minutes, 3/12 arrêts) ; Mavoungou (3/5 dont 0/1 pen.), Ngoli (4/7), Donguet (2/9 dont 0/1 pen), Bassarila (2/4), Leroy, Okoye (5/7), Moukila (0/2), Maboulou (0/1), Itoua (3/8 dont 3/4 pen.).